# バヌアツの大統領
バヌアツの大統領（バヌアツのだいとうりょう、ビスラマ語: Presiden blong Vanuatu、英語: President of the Republic of Vanuatu、フランス語: Président de Vanuatu）は、バヌアツの元首たる大統領である。

## 概要
大統領の権限は儀礼的なものであり、実質的な行政権は首相にある。

## 選出
大統領は、議会と各州議会議長からなる選挙人団によって5年ごとに選出される。

## 権限
大統領は最高裁判所長官と他の3人の裁判官を指名する。

## 大統領の一覧
| 代   | 大統領                                                 | 大統領 | 所属政党                     | 期 | 在任期間                      | 在任期間    | 備考                          |
| ---- | ------------------------------------------------------ | ------ | ---------------------------- | -- | ----------------------------- | ----------- | ----------------------------- |
| 001  | ジョージ・ソコマヌ Ati George Sokomanu                 |        | バヌア・アク党 （VP）        | 1  | 1980年7月30日 - 1984年2月17日 | 3年 + 202日 | 任期満了前に辞任              |
| 00－ | フレッド・ティマカタ Fred Timakata                     |        | バヌア・アク党 （VP）        | 1  | 1984年2月17日 - 1984年3月8日  | 20日        | 大統領代行 （共和国議会議長） |
| 0(1) | ジョージ・ソコマヌ Ati George Sokomanu                 |        | バヌア・アク党 （VP）        | 2  | 1984年3月8日 - 1989年1月12日  | 4年 + 310日 | 任期満了前に解任              |
| 00－ | オネイン・タヒ Onneyn_Tahi                             |        | バヌア・アク党 （VP）        | 2  | 1989年1月12日 - 1989年1月30日 | 18日        | 大統領代行 （共和国議会議長） |
| 002  | フレッド・ティマカタ Fred Timakata                     |        | バヌア・アク党 （VP）        | 3  | 1989年1月30日 - 1994年1月30日 | 5年 + 0日   |                               |
| 00－ | アルフレッド・メイセン Alfred Maseng                   |        | 穏健政党連合 （UMP）         | 3  | 1994年1月30日 - 1994年3月2日  | 31日        | 大統領代行 （共和国議会議長） |
| 003  | ジャンマリー・レイエ Jean Marie Leye Lenelgau          |        | 穏健政党連合 （UMP）         | 4  | 1994年3月2日 - 1999年3月2日   | 5年 + 0日   |                               |
| 00－ | エドワード・ナタペイ Edward Natapei                    |        | バヌア・アク党 （VP）        | 4  | 1999年3月2日 - 1999年3月24日  | 22日        | 大統領代行 （共和国議会議長） |
| 004  | ジョン・バニ John Bani                                 |        | 穏健政党連合 （UMP）         | 5  | 1999年3月24日 - 2004年3月24日 | 5年 + 0日   |                               |
| 00－ | ロジャー・アビウット Roger Abiut                       |        | バヌアツ労働党 （VLP）       | 5  | 2004年3月24日 - 2004年4月12日 | 19日        | 大統領代行 （共和国議会議長） |
| 005  | アルフレッド・メイセン Alfred Maseng                   |        | 穏健政党連合 （UMP）         | 6  | 2004年4月12日 - 2004年5月11日 | 29日        | 任期満了前に失職              |
| 00－ | ロジャー・アビウット Roger Abiut                       |        | バヌアツ労働党 （VLP）       | 6  | 2004年5月11日 - 2004年7月29日 | 79日        | 大統領代行 （共和国議会議長） |
| 00－ | ジョシアス・モリ Josias Moli                           |        | 穏健政党連合 （UMP）         | 6  | 2004年7月29日 - 2004年8月16日 | 18日        | 大統領代行 （共和国議会議長） |
| 006  | カルコット・マタスケレケレ Kalkot Mataskelekele        |        | 国民統一党 （NUP）           | 7  | 2004年8月16日 - 2009年8月16日 | 5年 + 0日   |                               |
| 00－ | マキシム・カルロ・コーマン Maxime Carlot Korman        |        | 穏健政党連合 （UMP）         | 7  | 2009年8月16日 - 2009年9月2日  | 17日        | 大統領代行 （共和国議会議長） |
| 007  | イオル・アビル Iolu Abil                               |        | バヌア・アク党 （VP）        | 8  | 2009年9月2日 - 2014年9月2日   | 5年 + 0日   |                               |
| 00－ | フィリップ・ボエドロ Philip Boedoro                    |        | バヌア・アク党 （VP）        | 8  | 2014年9月2日 - 2014年9月22日  | 20日        | 大統領代行 （共和国議会議長） |
| 008  | ボールドウィン・ロンズデール Baldwin Jacobson Lonsdale |        | 無所属                       | 9  | 2014年9月22日 - 2017年6月17日 | 2年 + 268日 | 在任中に死去                  |
| 00－ | エスモン・サイモン Esmon Saimon                        |        | メラネシア前進党 （MPP）     | 9  | 2017年6月17日 - 2017年7月6日  | 19日        | 大統領代行 （共和国議会議長） |
| 009  | タリス・オベド・モーゼス Tallis Obed Moses             |        | 無所属                       | 10 | 2017年7月6日 - 2022年7月6日   | 5年 + 0日   |                               |
| 00－ | ソウル・シメオン Seule Simeon                          |        | 変化のための統一運動 （RMC） | 10 | 2022年7月6日 - 2022年7月23日  | 17日        | 大統領代行 （共和国議会議長） |
| 010  | ニケニケ・ヴロバラヴ Nikenike Vurobaravu               |        | バヌア・アク党 （VP）        | 11 | 2022年7月23日 - （現職）      | 2年 + 232日 |                               |